# Destructoid
Destructoid är en prisbelönt, oberoende datorspelsblogg som startade den 16 mars 2006 av Yanier Gonzalez. Bloggen skapades ursprungligen för att Gonzalez skulle kunna komma in på datorspelsmässan Electronic Entertainment Expo 2006 då Nintendo lät mässans besökare provspela den kommande spelkonsolen Nintendo Wii.
Sedan 2008 har bloggen flera gånger samlat in pengar för välgörenhet. Bloggens robotmaskot, Mr. Destructoid, har medverkat i flera datorspel.